# 湖北碘泡虫
湖北碘泡虫（学名：Myxobolus hubeiensis）为碘泡科碘泡虫属的动物。在中国，分布于湖北等，营寄生生活，寄生在蛇鮈的脑。